# Marie Touchetová
Marie Touchetová (1549, Orléans – 28. března 1638, Paříž), paní z Belleville, byla jedinou milenkou francouzského krále Karla IX.

## Život
Přestože se narodila do měšťanské rodiny v Orléans jako dcera Marie Mathyové a hugenotského poručíka Jana Toucheta, držela svůj „úřad“ u dvora stejně jako kterákoli z dam první třídy. Její anagramové jméno znělo Je Charme Tout, což znamená „Vše okouzluji“. Za tuto chytrou slovní hříčku byl odpovědný král Jindřich III. Navarrský.
Ve svém pozdním mladistvém věku se stala milenkou krále Karla IX. V roce 1573 porodila králi syna Karla. Byl to jeho jediný syn, král následujícího roku 1574 zemřel a malý Karel byl svěřen do péče svého strýce, francouzského krále Jindřicha III. Nový král byl věrný přáním svého mrtvého bratra a malého Karla vychovával. Marie Touchetová obdržela za své služby Karlu IX. finanční penzi a pokračovala jako součást královského kruhu.
Marie se provdala za markýze d'Entragues, Karla Balzaca, kterému porodila dvě dcery. Obě šly v matčiných šlépějích a staly se milenkami francouzského krále Jindřicha IV. Marie zemřela 28. března 1638 v Paříži ve věku 88 nebo 89 let.

## Potomci
S králem Karlem IX. Francouzským měla jednoho syna:
- Karel Valois-Angoulême (1573–1650)

S manželem Karlem Balzacem d'Entragues měla dvě dcery:
- Catherine Henriette de Balzac d'Entragues (1579–1633)
- Marie Charlotte de Balzac d'Entragues (1588–1664)